# Ménilmontant (metropolitana di Parigi)
Ménilmontant è una stazione della metropolitana di Parigi situata sulla linea 2.
La stazione prende il nome da un antico villaggio, annesso a Belleville prima della rivoluzione francese e diventato poi parte di Parigi nel 1860 con il nome di Ménilmontant.

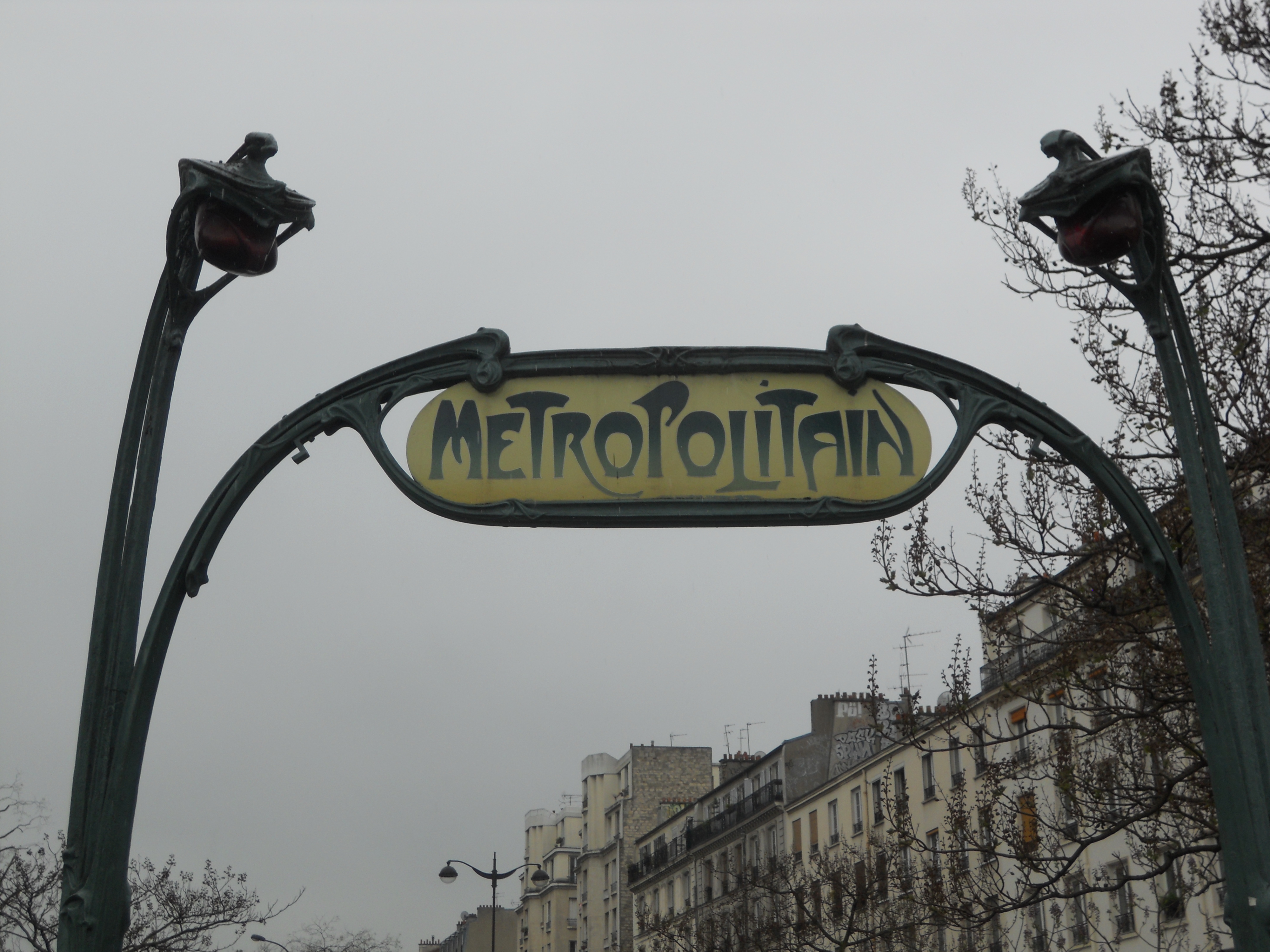
Insegna Metrò sul Bouvelard Menilmontant

L'accesso alla stazione conserva ancora l'insegna di gusto "liberty" sul Bouvelard omonimo, classificato come monumento storico, in quanto disegnata da Hector Guimard.